# Флаг Пышминского муниципального округа
Флаг Пышминского городского округа — официальный символ муниципального образования «Пышминский городской округ» Свердловской области Российской Федерации.
Флаг утверждён 30 августа 2007 года и внесён в Государственный геральдический регистр Российской Федерации с присвоением регистрационного номера 3526.

## Описание
«Полотнище синего цвета с отношением ширины к длине 2:3, несущее вдоль нижнего края зелёную полосу в 3/14 ширины полотнища, к которой сверху примыкает белая полоса шириной в 1/14 от ширины полотнища, с двумя отходящими (поверх зелёной полосы и основной синей части полотнища) диагональными полосами того же цвета и ширины (ближе к древку — нисходящая, ближе к свободному краю — восходящая); на синей части помещено изображение жёлтого бревенчатого укрепления, примыкающего к белой горизонтальной полосе и частично перекрытое со стороны свободного края восходящей диагональной полосой.
Оборотная сторона зеркально воспроизводит лицевую».